# Konstantinos Tsatsos
Konstantinos Tsatsos (griechisch Κωνσταντίνος Τσάτσος Konstandinos Tsatsos, im Deutschen auch Konstantin; Pseudonym Yvos Delfos Ύβος Δελφός, * 1. Juli 1899 in Athen; † 8. Oktober 1987 ebenda) war ein griechischer Jurist, Politiker und Schriftsteller.

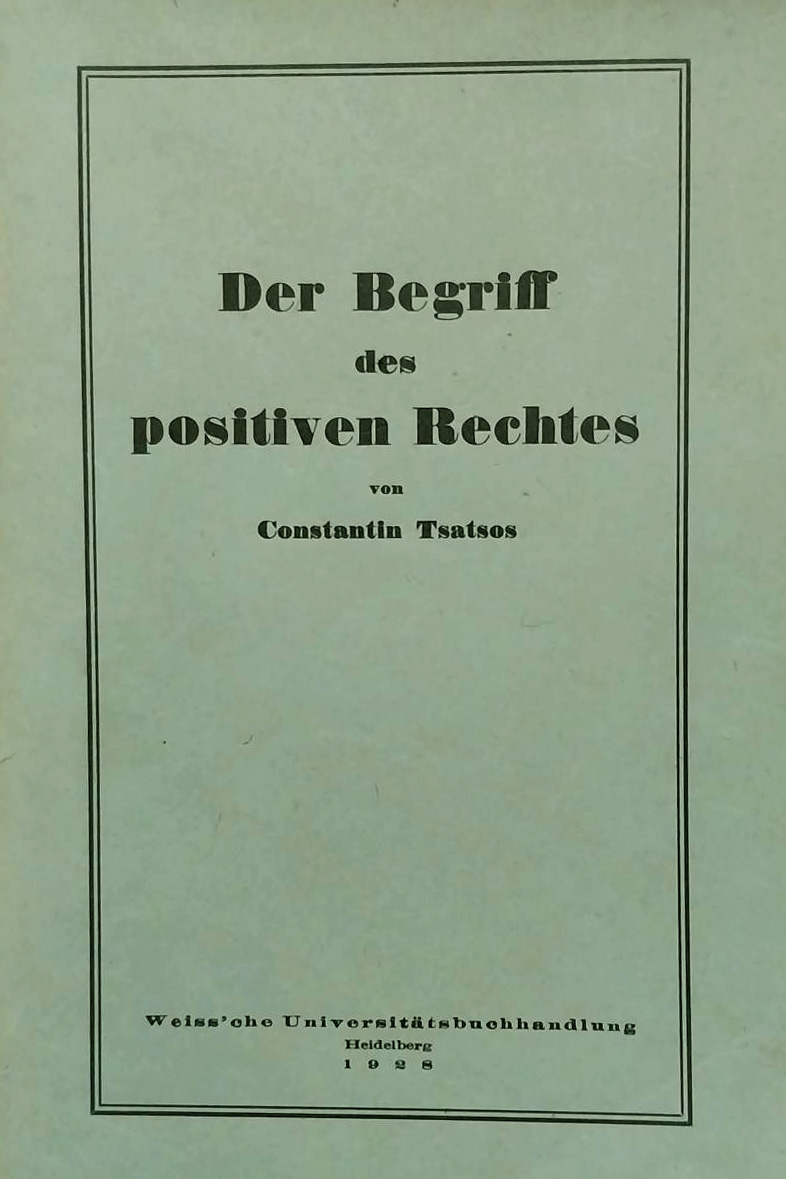
Die Titelseite der Begriff des positiven Rechtes von Constantin Tsatsos. Das Buch wurde veröffentlicht in Heidelberg im Jahr 1928.

Tsatsos studierte von 1915 bis 1918 Rechtswissenschaften in Athen und wurde anschließend Kryptograf in der griechischen Botschaft in Paris. Von 1925 bis 1928 studierte er Philosophie in Heidelberg unter anderem bei Heinrich Rickert und Karl Jaspers. 1930 wurde er Professor an der Nationalen und Kapodistrias-Universität Athen. Im gleichen Jahr heiratete er Ioanna Seferiadis, die Schwester von Giorgos Seferis. Ab 1932 lehrte er Rechtsphilosophie. 1935 gründete er eine eigene Partei. 1938 wurde er von der Diktatur Ioannis Metaxas’ verhaftet und bis zum Beginn des Italienisch-Griechischen Kriegs auf die Inseln Skyros und Spetses verbannt. Danach war Tsatsos wiederholt Minister in verschiedenen griechischen Regierungen.
Tsatsos veröffentlichte zwei Gedichtbände und mehrere Theaterstücke unter dem Pseudonym Yvos Delfos sowie zahlreiche Studien und rechtswissenschaftliche wie philosophische Schriften. 1966 war er Präsident der Akademie von Athen und 1975 bis 1980 Staatspräsident von Griechenland.
Er war seit 17. April 1961 Träger des Bayerischen Verdienstordens.